# خمره روغن

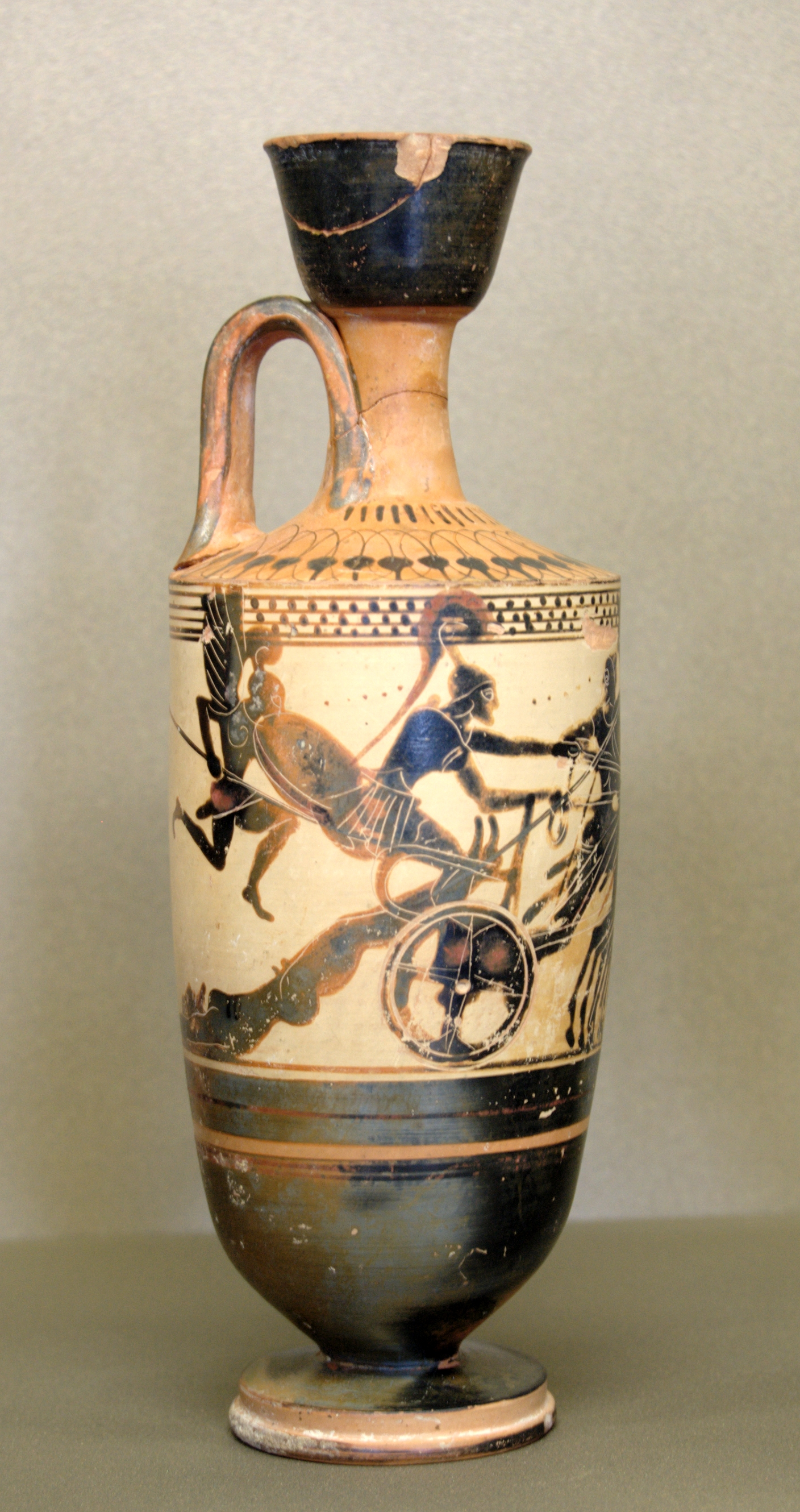

خُمره روغن (به یونانی: λήκυθος) گونه‌ای سفالینه بیضی‌شکل در یونان باستان بود که گلویی باریک و سری قیف‌مانند داشت.
نوع دسته‌دار آن دسته‌ای خمیده داشت که از گلوگاه آغاز شده به لبه بالایی شکم خمره وصل می‌شد. قاعده کوچک‌شونده شکم خمره نیز به یک پایه متصل بود. از این نوع خمره بیشتر برای نگهداری روغن معطر و در مراسم سوگواری و اعطای قربانی برای مردگان استفاده می‌شد.